# اندازه‌گیر نواری

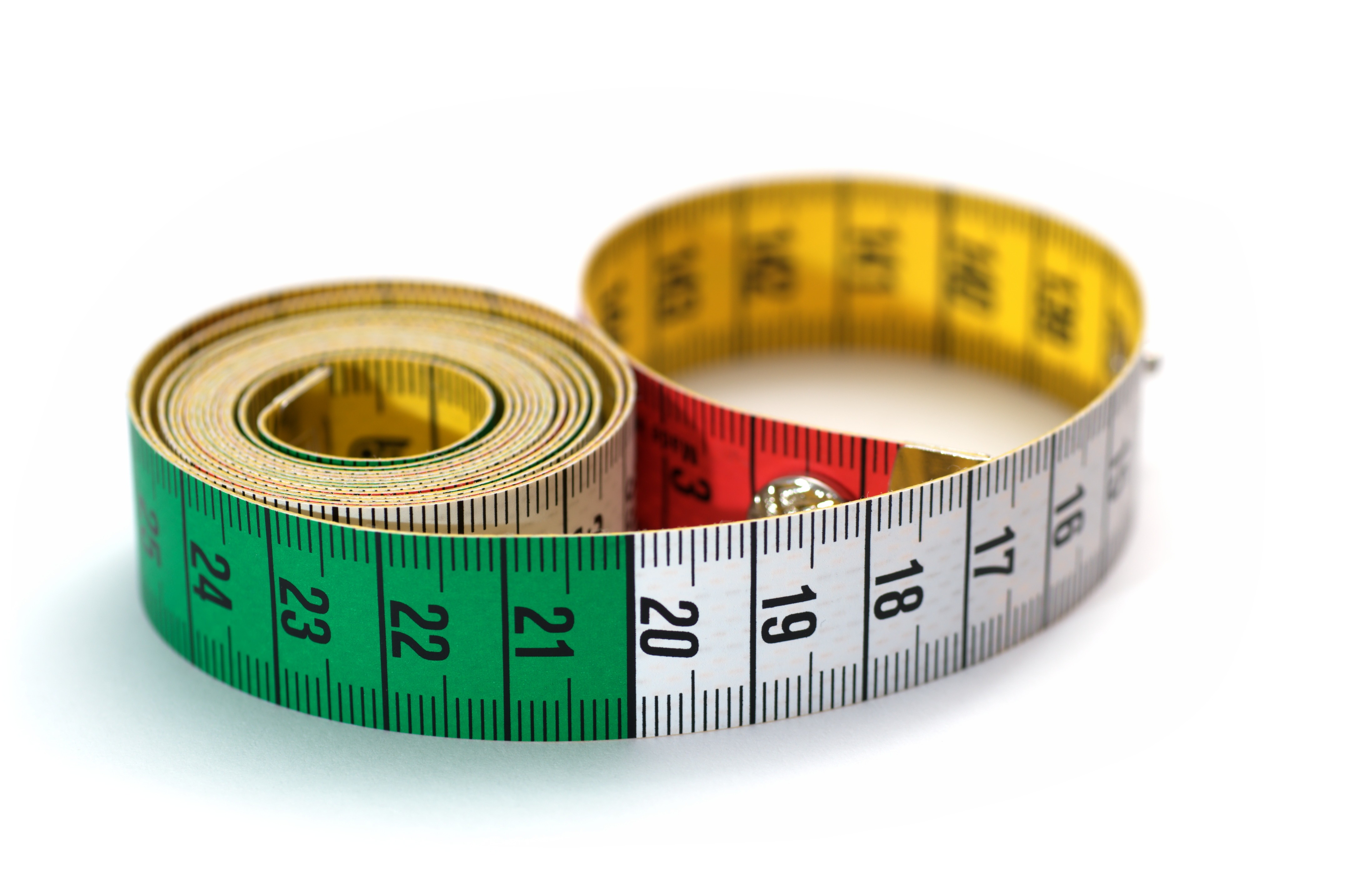
اندازه‌گیر نواری پلاستیکی (cm)

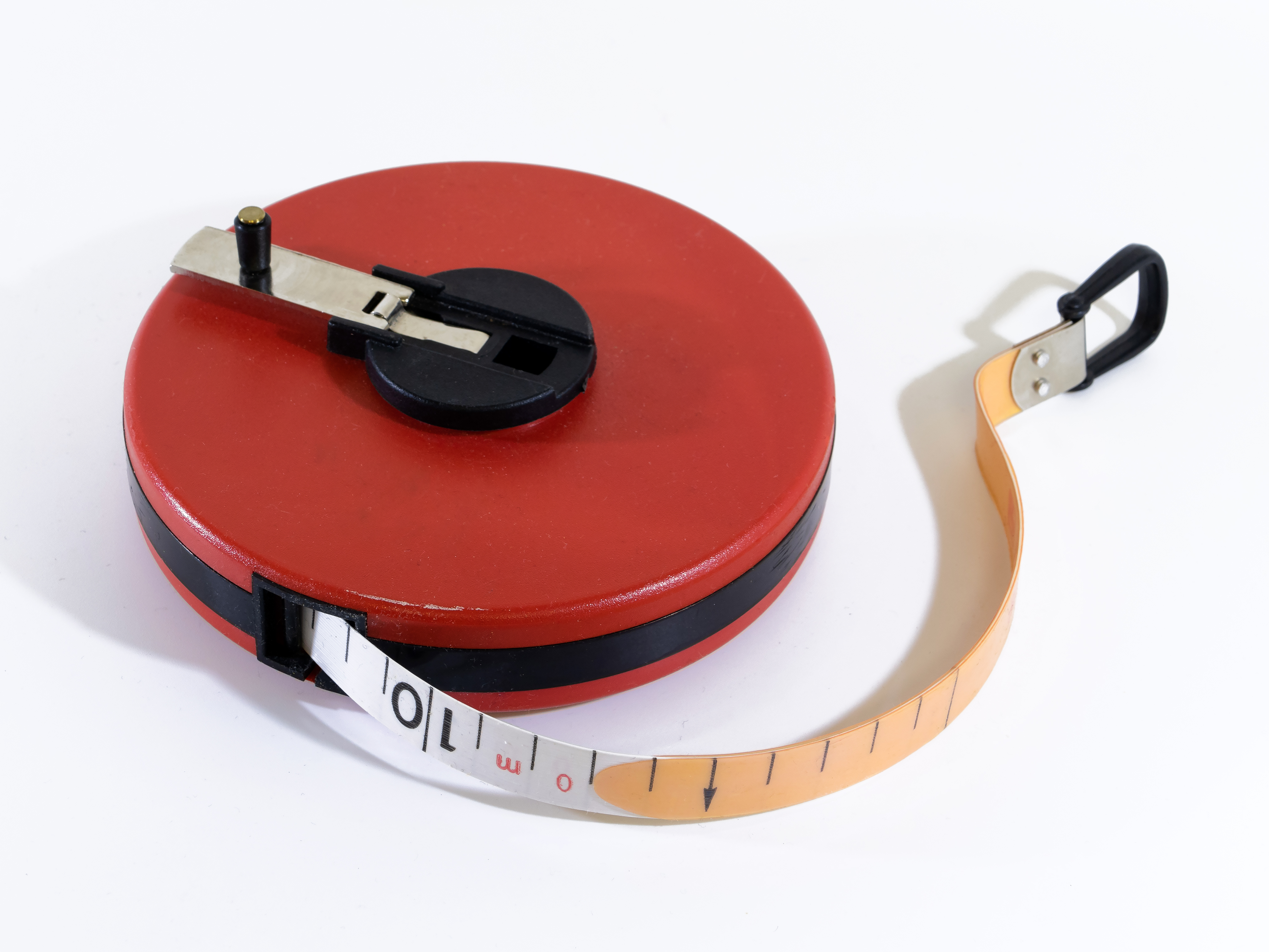
اندازه‌گیر نواری که به‌صورت دستی حلقه شده است.

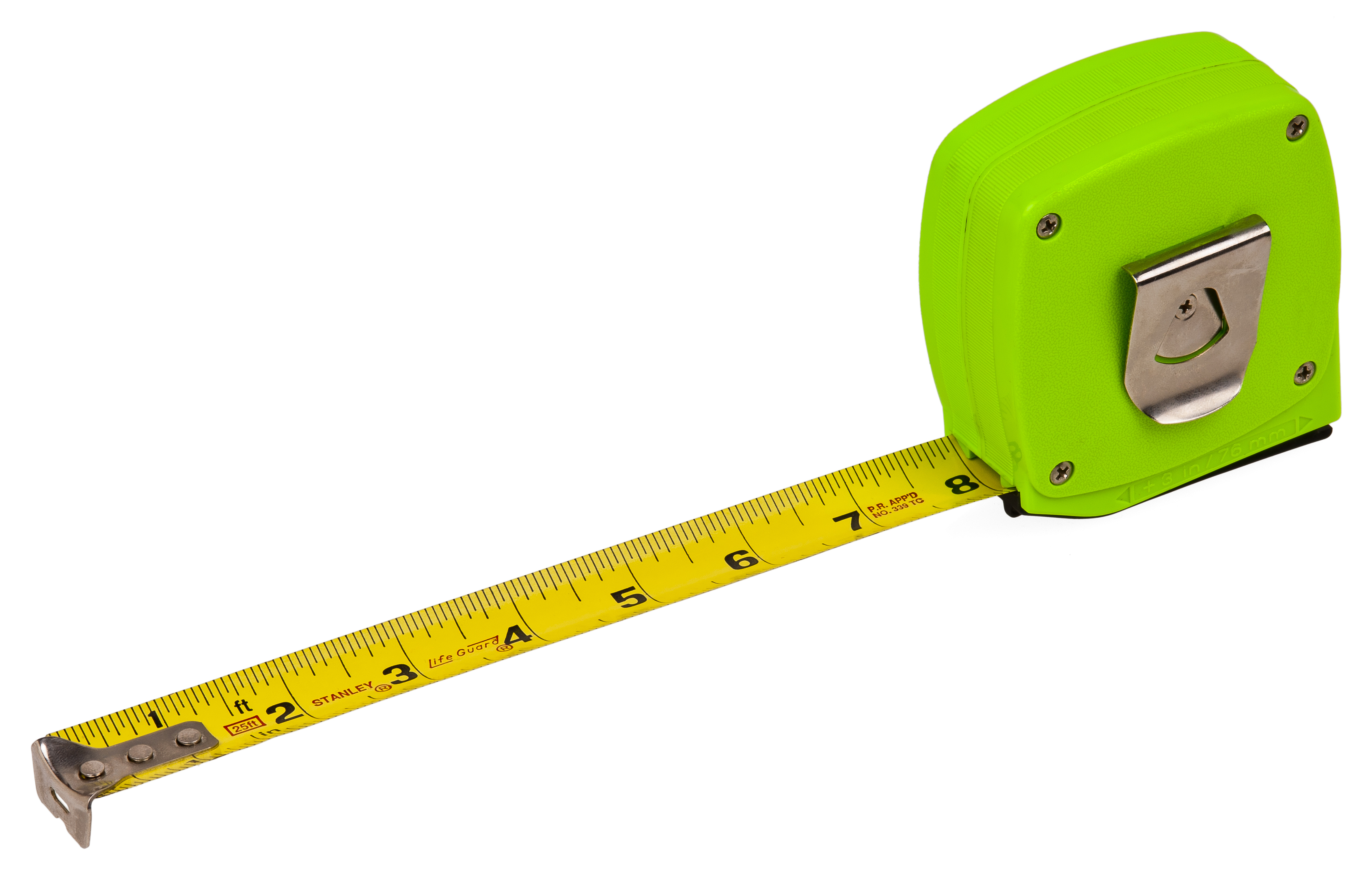
اندازه‌گیر نواری فلزی خود جمع شونده (یکاهای آمریکایی).

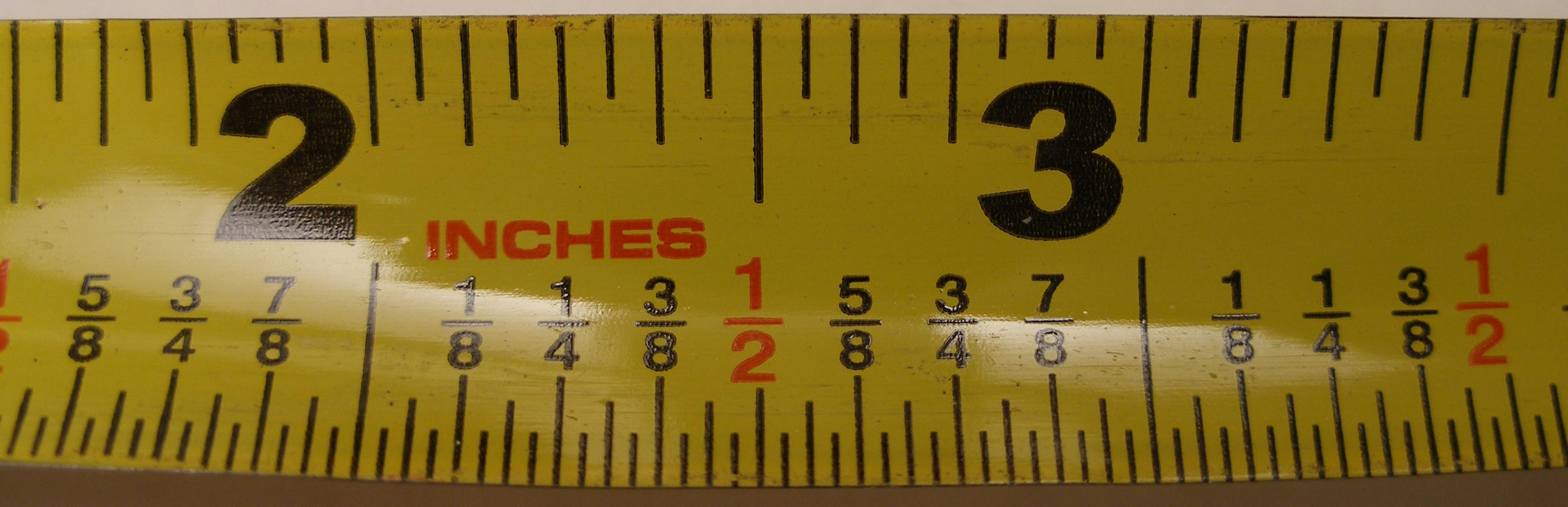
اندازه‌گیر نواری فلزی با قابلیت اندازه‌گیری تا 1/32 in

نموداری که کسری از یک اینچ را بر روی یک نوار اندازه‌گیری استاندارد شانزدهم نشان می‌دهد.

اندازه‌گیر نواری که نوار اندازه‌گیری و به‌طور عامیانه متر نواری نیز نامیده می‌شود، نوعی خط‌کش انعطاف‌پذیر است که برای اندازه‌گیری طول یا فاصله به‌کار می‌رود.
این ابزار از یک نوار پارچه‌ای، پلاستیکی، فایبرگلاس یا نوار فلزی با علامت‌های اندازه‌گیری خطی تشکیل شده و یک ابزار اندازه‌گیری رایج است. طراحی آن اجازه می‌دهد تا اندازه ای از طول زیاد را به راحتی در جیب یا جعبه ابزار حمل کنید و همچنین به فرد اجازه می‌دهد اطراف منحنی‌ها یا گوشه‌ها را اندازه‌گیری کند. امروزه اندازه‌گیر نواری در همه جا وجود دارد، حتی به شکل مینیاتوری به‌صورت جاسوئیچی یا ابزارهای نوآورانه ظاهر می‌شود. نقشه‌برداران از متر نواری در طول‌های بیش از ۱۰۰ متر استفاده می‌کنند.